# تپه کول بلاغ ۴
تپه کول بلاغ ۴ مربوط به دوره سلوکیان - دوره اشکانیان است و در شهرستان کرمانشاه، بخش مرکزی، دهستان بالادربند، حاشیه روستای کول بلاغ واقع شده و این اثر در تاریخ ۱۵ دی ۱۳۸۷ با شمارهٔ ثبت ۲۴۱۵۰ به‌عنوان یکی از آثار ملی ایران به ثبت رسیده است.